# فريديريك زاغو
فريديريك زاغو (12 أغسطس 1963 في مارماندي) (بالإنجليزية: Frédéric Zago)‏ لاعب كرة قدم فرنسي معتزل كان يجيد اللعب في مركز قلب الدفاع .

## وصلات خارجية
- فريديريك زاغو على موقع قاعدة بيانات كرة القدم.إي يو (الإنجليزية)